# Луцький машинобудівний завод
Луцький машинобудівний завод — завод у місті Луцьк, УРСР. Є наступником Луцького ремонтного заводу із 3 вересня 1959 року. З цього дня він стає машинобудівним. Відразу змінюється і спеціалізація. На заводі починають виготовляти кузови, автокрамниці, авторефрежератори та вироби спеціального призначення.
Протягом 1960 року на заводі освоєно випуск семи нових виробів. Через чотири роки на заводі розпочинається випуск ремонтних майстерень і малотоннажних рефрижераторів.
У 1965 році проведена реконструкція, згідно з якою виробничі площі збільшились до більш ніж 23,5 тисяч квадратних метрів.
Коли випуск рефрижераторів врешті налагоджується, віднаходяться суттєві недоліки: внутрішній корисний об'єм вантажного відсіку не має навіть одного кубічного метра, холодильний агрегат змонтували поруч із водієм, замість пасажирського сидіння. Пояснення дається одне – для нього просто не знайшлося місця. Луцька новинка насправді не витримує критики.
У 1965-му році дирекція Луцького машинобудівного заводу клопоче до Львівського раднаргоспу з пропозицією розмістити виробництво автомобілів в Луцьку. Луцький машинобудівний виявляється найкращим варіантом щодо розміщення виробництва нового вантажно-пасажирського автомобіля. В січні цього ж року при відділі головного конструктора створено два бюро з розробки технічної документації на автомобіль ЗАЗ-969
Проєктується модель автомобіля на базі вузлів та агрегатів автомобіля «Запорожець». Розробниками нового автомобіля є колективи Центрального автомобільного автомоторного інституту та конструкторського експериментального відділу автозаводу "Комунар" у Запоріжжі. Нова вантажно-пасажирська модель одержує індекс ЗАЗ-969В. У грудні 1966 року на заводі збирають перші 50 малолітражних автомобілів ЗАЗ-969В. З їхнім випуском на Волині започатковано нову галузь машинобудування — автомобільну. 
11 грудня наказом Міністра автомобільної промисловості СРСР Луцький машинобудівний завод перейменовується на автомобільний.